# Близька гідродинамічна взаємодія
Близька́ гідродинамі́чна взаємоді́я (БГВ) — взаємодія між твердими чи твердим і рідким об'єктами в іншій рідині (як правило — воді), яка не змішується з першою рідиною. Кількісною оцінкою БГВ є розклинюючий тиск П(h)=Ph-P0, який при Ph<P0 є мірою гідрофобної взаємодії.

Рис. 1. Ізотерми розклинюючого тиску змочуючих плівок (за Б. В. Дерягіним та М. В. Чураєвим): h — товщина плівки; П — розклинюючий тиск. 1 — товсті (~100 нм) стабільні плівки, хороша змочуваність; 2 — товсті метастабільні β-плівки, які при прориві переходять у тонкі (~10 нм) термодинамічно стійкі α-плівки; 3 — тонкі α-плівки (~1 нм), погана змочуваність.

Прикладом може бути взаємодія між об'єктами при селективній масляній агломерації та флотації. 
БГВ визначається властивостями тонких поверхневих шарів води, які можуть бути двох принципово різних типів — зі зменшеною та збільшеною тангенсійною рухливістю молекул води. Перші мають місце на гідрофільних поверхнях, другі — на гідрофобних. Оскільки для поверхні агрегатоутворювальних складових (вугілля та зв’язника) характерний великий діапазон проміжних етапів та гідрофільно-гідрофобна мозаїчність. У першому випадку диполі води орієнтуються перпендикулярно поверхні речовини. Товщина цього шару може досягати 1–100 мкм. В ньому вода має підвищену в декілька разів в'язкість, дещо більшу густину, знижену розчинну здатність та діелектричну проникність, збільшений порівняно з об'ємною фазою тиск (Ph більше P0). При підвищенні температури товщина аномального шару зменшується, особливо різко при 65–70°C (до моношару молекул води). Згідно з теорією нерозчинного об'єму Б. Дерягіна, збільшення концентрації розчинюваної речовини призводить до потоншення плівки води. Стійкість товстих β-плівок (рис. 1) визначається в основному дальнодіючими електростатичними силами, тобто фактором подвійного електричного шару (ПЕШ).
В другому випадку диполі води орієнтуються паралельно поверхні речовини. Вода в граничному шарі має на порядок меншу в'язкість, зменшений порівняно з об'ємною фазою тиск (Ph менше P0).